# Gustave Droz
Antoine Gustave Droz (ur. 9 czerwca 1832 w Paryżu, zm. 22 października 1895 tamże) – francuski malarz i pisarz, który zyskał powodzenie dzięki małym utworom obyczajowym, czerpanym z życia małżeńskiego lub kawalerskiego (Monsieur, madame et bébé). Był pisarzem popularnym w Europie i Stanach Zjednoczonych w latach siedemdziesiątych XIX wieku.

## Dzieła
- Monsieur, madame et bébé (1866)
- Entre nous (1867)
- Le Cahier bleu de Mlle Cibot (1868)
- Autour d'une source (1869)
- Un Paquet de lettres (1870)
- Babolain (1872)
- Les Étangs (1875)
- Une Femme gênante (1875)
- Tristesses et sourires (1884)
- L'Enfant (1885)